# ماتتی هورو
ماتتی هورو (انگلیسی: Matti Häyry؛ زادهٔ ۲۰ سپتامبر ۱۹۵۶) فیلسوف اهل فنلاند است.